# Odense Teater

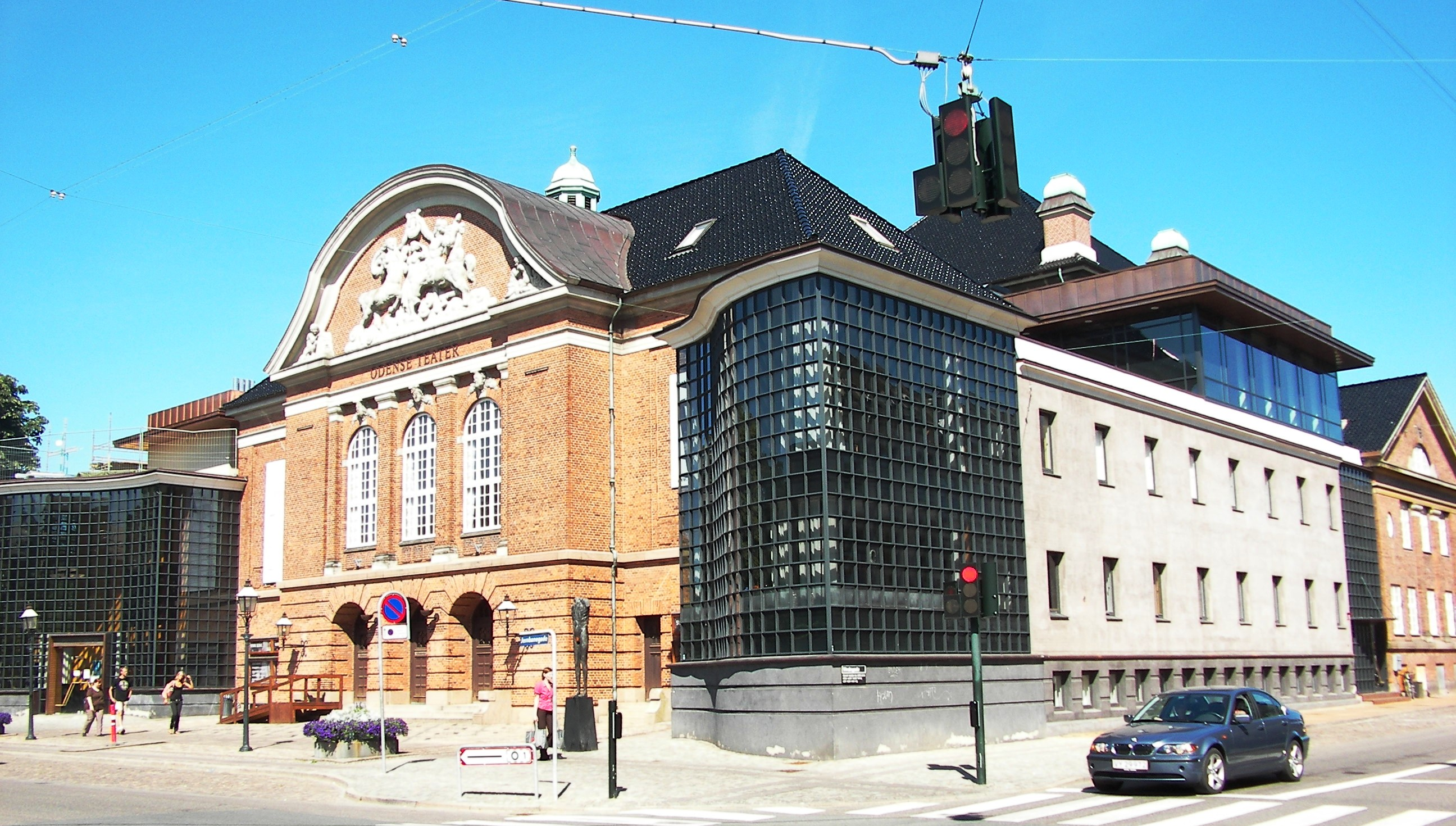
Odense Teater

Das Odense Teater  ist ein Theater in  Odense. Es wurde 1796 gegründet und ist damit Dänemarks zweitältestes Theater. Neben dem Aarhus Teater und dem Aalborg Teater wird es zu den Landsdelsscener gezählt, den drei wichtigsten dänischen Theatern außerhalb von Kopenhagen. Seit 1941 ist eine Schauspielschule dem Theater angeschlossen.
In dem ersten Theatergebäude am Sortebrødre Torv traten von 1795 bis 1814 auch deutsche Theatergruppen regelmäßig auf. Hier besuchte Hans Christian Andersen ab spätestens 1812 Aufführungen und empfing so tiefe Eindrücke, dass er sich schon als Kind als Schauspieler und Dramatiker versuchte. Die heutige Spielstätte, ein neobarocker Bau an der Jernbanegade, wurde 1913/14 von Niels Jacobsen errichtet.

## Direktoren (Auswahl)
- Adam Frederik Trampe (1798–1801)
- Jens Peter Müller
- Frederik Müller
- Jens Walther (1906–1912)
- Emil Wulff (1908–1909)
- Eyvind Kornbeck (1912–1917, 1920–1921)
- Svend Aggerholm 1917–1921, 1935–1936
- Poul Gregaard (1921–1927)
- Thorvald Larsen (1927–1935)
- Helge Rungwald (1936–1960)
- Helge Dahl (1960–1961)
- Kai Wilton (1961–1976)
- Jacob Høirup (1976–1977)
- Waage Sandø (1977–1985)
- Poul Holm Joensen (1985–2000)
- Kasper Wilton (2000–2010)
- Michael Mansdotter (2010–2013)
- Jens August Wille (2013–2021)[2]
- Jacob Skaarup Schjødt (seit 2021)

## Bekannte Schauspieler (Auswahl)
- Paul Hüttel
- Klaus Pagh
- Kirsten Olesen
- Lars Knutzon
- Jannie Faurschou
- Søren Sætter-Lassen
- Ida Dwinger
- Kristian Halken
- Henrik Prip
- Morten Lützhøft
- Nicolaj Kopernikus
- Charlotte Munck
- Thure Lindhardt
- Lars Ranthe
- Sonja Richter
- Cecilie Stenspil
- Marie Søderberg